# 布拉斯凱特群島

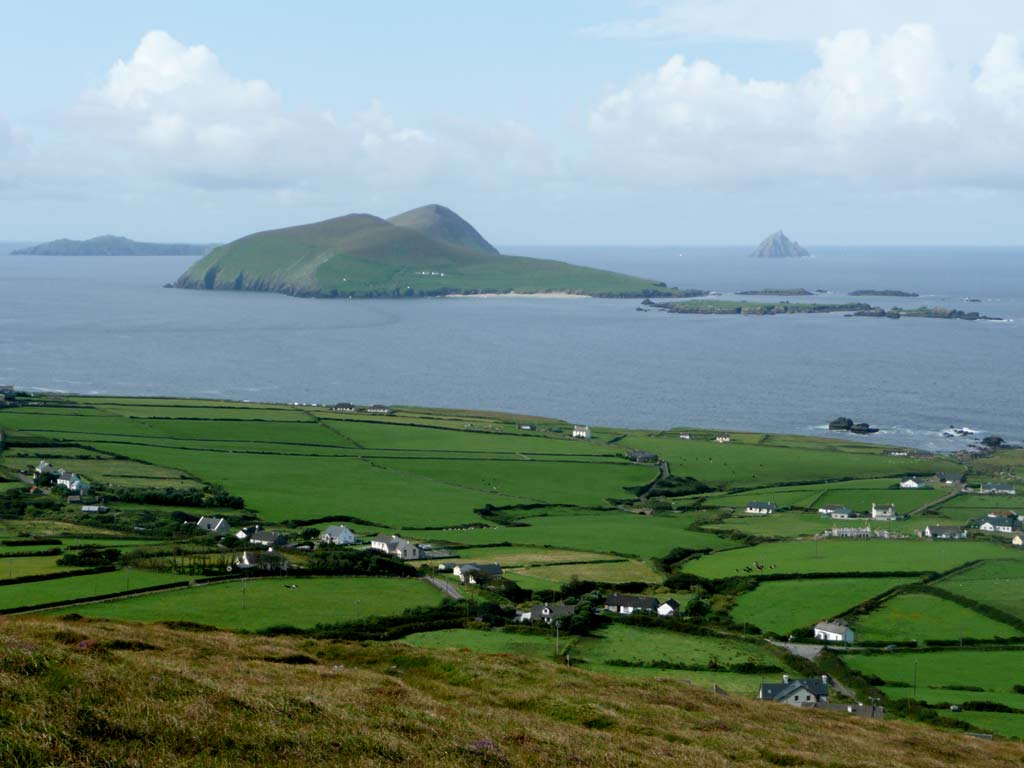
布拉斯凱特群島

布拉斯凱特群島（英語：Blasket Islands，愛爾蘭語：Na Blascaodaí）是愛爾蘭近海的一個群島，位於丁格爾半島的西南端，行政上屬於凱里郡管轄。
在1950年代之前，布拉斯凱特群島曾經有人居住，直到1953年愛爾蘭政府鑒於當地偏僻的地理位置以及冬天惡劣天氣難以援助，將居民撤離布拉斯凱特群島。現今的布拉斯凱特群島無人居住。
1974年，愛爾蘭眾議員查爾斯·豪伊買下伊尼許韋基蘭島，後來查爾斯·豪伊擔任愛爾蘭總理時曾將其作為夏季別墅，招待包含法國總統法蘭索瓦·密特朗在內的訪客。